# Copa do Nordeste 1997
Die Copa do Nordeste 1997, offiziell Taça Governador Geraldo Bulhoes, war die zweite Austragung der Copa do Nordeste, eines regionalen Fußballpokalwettbewerbs in Brasilien, der vom nationalen Fußballverband CBF organisiert wurde. Es startete am 29. Januar und endete am 25. Mai 1997. Das Turnier wurde im Pokalmodus ab einem Achtelfinale mit jeweils zwei Spielen ausgetragen.

## Teilnehmer
Die 16 Teilnehmer kamen aus den Bundesstaaten Alagoas, Bahia, Ceará, Paraíba, Pernambuco, Rio Grande do Norte und Sergipe. Letzterer war bei der Erstaustragung 1994 noch nicht dabei. Einer der zwei Startplätze von Ceará wurde vorab zwischen dem Ceará SC und Fortaleza EC in zwei Treffen ausgespielt. Da diese rein Verbandsintern stattfanden, wurden diese statistisch nicht gewertet.
Die Teilnehmer waren:
| Bundesstaat         | Klub                    |
| ------------------- | ----------------------- |
| Alagoas             | CS Alagoano             |
| Alagoas             | Clube de Regatas Brasil |
| Bahia               | EC Bahia                |
| Bahia               | Fluminense de Feira FC  |
| Bahia               | EC Vitória              |
| Ceará               | Ceará SC                |
| Ceará               | Ferroviário AC (CE)     |
| Paraíba             | Botafogo FC (PB)        |
| Paraíba             | Santa Cruz REC          |
| Pernambuco          | Náutico Capibaribe      |
| Pernambuco          | Santa Cruz FC           |
| Pernambuco          | Sport Recife            |
| Rio Grande do Norte | ABC Natal               |
| Rio Grande do Norte | América FC (RN)         |
| Sergipe             | AD Confiança            |
| Sergipe             | CS Sergipe              |

### Entscheidung Ceará
| Datum        |          | Gesamt |              | Hinspiel | Rückspiel |
| ------------ | -------- | ------ | ------------ | -------- | --------- |
| 19.01/22.01. | Ceará SC | 1:0    | Fortaleza EC | 1:0      | 0:0       |

## Turnierplan
|  | Erste Runde         | Erste Runde    | Erste Runde | Erste Runde | Erste Runde |  |  | Viertelfinale       | Viertelfinale | Viertelfinale | Viertelfinale | Viertelfinale |  |       | Halbfinale   | Halbfinale | Halbfinale | Halbfinale | Halbfinale |  |  | Finale | Finale | Finale | Finale | Finale |
|  |                     |                |             |             |             |  |  |                     |               |               |               |               |  |       |              |            |            |            |            |  |  |        |        |        |        |        |
|  | Paraíba             | Botafogo       | 1           | 0           | 1           |  |  |                     |               |               |               |               |  |       |              |            |            |            |            |  |  |        |        |        |        |        |
|  | Pernambuco          | Sport Recife   | 4           | 3           | 7           |  |  | Pernambuco          | Sport Recife  | 4             | 0             | 4             |  |       |              |            |            |            |            |  |  |        |        |        |        |        |
|  | Rio Grande do Norte | ABC Natal      | 3           | 2           | 5           |  |  | Rio Grande do Norte | ABC Natal     | 0             | 0             | 0             |  |       |              |            |            |            |            |  |  |        |        |        |        |        |
|  | Ceará               | Ferroviário    | 0           | 2           | 2           |  |  |                     |               |               |               |               |  | =     | Sport Recife | 0          | 1          | 1          |            |  |  |        |        |        |        |        |
|  | Bahia               | Fluminense     | 2           | 1           | 3           |  |  |                     |               |               |               |               |  | Bahia | Bahia        | 0          | 1          | 1          |            |  |  |        |        |        |        |        |
|  | Sergipe             | CS Sergipe     | 1           | 0           | 1           |  |  | Bahia               | Fluminense    | 1             | 1             | 2             |  |       |              |            |            |            |            |  |  |        |        |        |        |        |
|  | Alagoas             | CRB            | 0           | 0           | 0           |  |  | Bahia               | Bahia         | 4             | 0             | 4             |  |       |              |            |            |            |            |  |  |        |        |        |        |        |
|  | Bahia               | Bahia          | 1           | 1           | 2           |  |  |                     |               |               |               |               |  | Bahia | Bahia        | 0          | 2          | 2          |            |  |  |        |        |        |        |        |
|  | Ceará               | Ceará          | 2           | 3           | 5           |  |  |                     |               |               |               |               |  | Bahia | Vitória      | 3          | 1          | 4          |            |  |  |        |        |        |        |        |
|  | Rio Grande do Norte | América        | 1           | 1           | 2           |  |  | Ceará               | Ceará         | 1             | 2             | 3             |  |       |              |            |            |            |            |  |  |        |        |        |        |        |
|  | Pernambuco          | Náutico        | 2           | 1           | 3           |  |  | Pernambuco          | Náutico       | 1             | 0             | 1             |  |       |              |            |            |            |            |  |  |        |        |        |        |        |
|  | Paraíba             | Santa Cruz REC | 0           | 1           | 1           |  |  |                     |               |               |               |               |  | Ceará | Ceará        | 3          | 2          | 5          |            |  |  |        |        |        |        |        |
|  | Sergipe             | Confiança      | 1           | 1           | 2           |  |  |                     |               |               |               |               |  | Bahia | Vitória      | 3          | 3          | 6          |            |  |  |        |        |        |        |        |
|  | Bahia               | Vitória        | 2           | 2           | 4           |  |  | Bahia               | Vitória       | 2             | 4             | 6             |  |       |              |            |            |            |            |  |  |        |        |        |        |        |
|  | Pernambuco          | Santa Cruz FC  | 2           | 1           | 3 (5)       |  |  | Pernambuco          | Santa Cruz FC | 0             | 3             | 3             |  |       |              |            |            |            |            |  |  |        |        |        |        |        |
|  | Alagoas             | CSA            | 1           | 2           | 3 (3)       |  |  |                     |               |               |               |               |  |       |              |            |            |            |            |  |  |        |        |        |        |        |

### Achtelfinale
| Datum         |                         | Gesamt          |                 | Hinspiel | Rückspiel |
| ------------- | ----------------------- | --------------- | --------------- | -------- | --------- |
| 29.01./04.02. | Clube de Regatas Brasil | 0:2             | EC Bahia        | 0:1      | 0:1       |
| 29.01./05.02. | Ceará SC                | 5:2             | América FC (RN) | 2:1      | 3:1       |
| 29.01./05.02. | Náutico Capibaribe      | 0:4             | Santa Cruz REC  | 2:0      | 1:1       |
| 29.01./05.02. | AD Confiança            | 2:4             | EC Vitória      | 1:2      | 1:2       |
| 29.0.1/05.02. | ABC Natal               | 5:2             | Ferroviário AC  | 3:0      | 2:2       |
| 29.01./05.02. | Botafogo FC             | 1:7             | Sport Recife    | 1:4      | 0:3       |
| 29.01./05.02. | Fluminense de Feira FC  | 3:1             | CS Sergipe      | 2:1      | 1:0       |
| 30.01./05.02. | Santa Cruz FC           | 3:3 (5:3 i. E.) | CS Alagoano     | 1:2      | 1:2       |

### Viertelfinale
| Datum         |                        | Gesamt |                    | Hinspiel | Rückspiel |
| ------------- | ---------------------- | ------ | ------------------ | -------- | --------- |
| 14.02./26.02. | Fluminense de Feira FC | 2:4    | EC Bahia           | 1:4      | 1:0       |
| 19.02./27.02. | Ceará SC               | 5:2    | Náutico Capibaribe | 1:1      | 2:0       |
| 20.02./27.02. | Sport Recife           | 4:0    | ABC Natal          | 4:0      | 0:0       |
| 27.02./06.03. | EC Vitória             | 6:3    | Santa Cruz FC      | 2:0      | 4:3       |

### Halbfinale
| Datum         |          | Gesamt    |              | Hinspiel | Rückspiel |
| ------------- | -------- | --------- | ------------ | -------- | --------- |
| 26.03./23.04. | Ceará SC | 5:6       | EC Vitória   | 3:3      | 2:3       |
| 26.03./23.04. | EC Bahia | (a)1:1(a) | Sport Recife | 0:0      | 1:1       |

### Finale

#### Hinspiel
| EC Bahia                                               | EC Bahia | EC Vitória | EC Vitória |
| ------------------------------------------------------ | --- | --- | ---------- |
| EC Bahia                                               | \| 18. Mai 1997 in Salvador (Estádio Fonte Nova) \| \| Ergebnis: 0:3 (0:1) \| \| Zuschauer: 54.774 \| \| Schiedsrichter: Wilson Souza de Mendonça ( Pernambuco) \|                        | \| 18. Mai 1997 in Salvador (Estádio Fonte Nova) \| \| Ergebnis: 0:3 (0:1) \| \| Zuschauer: 54.774 \| \| Schiedsrichter: Wilson Souza de Mendonça ( Pernambuco) \|                | EC Vitória |
| EC Bahia                                               | William – Odemilson Beltrame, Fabão, Marcão, Giuliano – Lima Sergipano, Ney Santos, Eduardo, Bobô – Edmundo , Valdo Reserve Fábio Lopes , Júnior Bahia , Róbson Luís Cheftrainer: Geninho | Nilson – Russo , Flávio Tanajura, Júnior Tuchê, Esquerdinha – Hélcio, Ueslei, Gil Baiano, Chiquinho – Bebeto , Agnaldo Reserve Nelsinho , Kléber , Wilson Cheftrainer: Arturzinho | EC Vitória |
| EC Bahia                                               | 0:1 Ueslei (38.) 0:2 Gil Baiano (47.) 0:3 Chiquinho (72.) | | EC Vitória |
| EC Bahia                                               | Giuliano, Eduardo, Bobô | Esquerdinha, Ueslei | EC Vitória |
| 18. Mai 1997 in Salvador (Estádio Fonte Nova)          | | |            |
| Ergebnis: 0:3 (0:1)                                    | | |            |
| Zuschauer: 54.774                                      | | |            |
| Schiedsrichter: Wilson Souza de Mendonça ( Pernambuco) | | |            |

#### Rückspiel
| EC Vitória                                            | EC Vitória | EC Bahia | EC Bahia |
| ----------------------------------------------------- | --- | --- | -------- |
| EC Vitória                                            | \| 25. Mai 1997 in Salvador (Estádio Manoel Barradas) \| \| Ergebnis: 1:2 (0:1) \| \| Zuschauer: 40.111 \| \| Schiedsrichter: Sidrack Marinho dos Santos ( Sergipe) \|                    | \| 25. Mai 1997 in Salvador (Estádio Manoel Barradas) \| \| Ergebnis: 1:2 (0:1) \| \| Zuschauer: 40.111 \| \| Schiedsrichter: Sidrack Marinho dos Santos ( Sergipe) \|                          | EC Bahia |
| EC Vitória                                            | Nilson – Russo , Flávio Tanajura, Júnior Tuchê, Esquerdinha – Hélcio , Bebeto Campos , Gil Baiano, Chiquinho – Bebeto, Agnaldo Reserve Nelsinho , Kléber , Wilson Cheftrainer: Arturzinho | William – Róbson Barbosa , Fabão, Samuel, Odemilson Beltrame – Lima Sergipano, Ney Santos , Mantea, Eduardo – Bobô , Júnior Bahia Reserve Giuliano , Róbson Luís , Juninho Cheftrainer: Geninho | EC Bahia |
| EC Vitória                                            | 1:1 Agnaldo (51.) | 0:1 Ney Santos (31.) 1:2 Bebeto Campos (74., Eigentor) | EC Bahia |
| EC Vitória                                            | Russo | Lima, Bobô, Eduardo | EC Bahia |
| EC Vitória                                            | Mantena | | EC Bahia |
| 25. Mai 1997 in Salvador (Estádio Manoel Barradas)    | | |          |
| Ergebnis: 1:2 (0:1)                                   | | |          |
| Zuschauer: 40.111                                     | | |          |
| Schiedsrichter: Sidrack Marinho dos Santos ( Sergipe) | | |          |

## Torschützenliste
| Pl. | Nat.        | Spieler | Klub       | Tore |
| --- | ----------- | ------- | ---------- | ---- |
| 1   | Brasilianer | Nildo   | Ceará SC   | 6    |
| 2   | Brasilianer | Agnaldo | EC Vitória | 5    |
| 3   | Brasilianer | Edmundo | EC Bahia   | 4    |
|     | Brasilianer | Bebeto  | EC Vitória | 4    |